# Borneomymar discus
Borneomymar discus är en stekelart som beskrevs av Huber 2002. Borneomymar discus ingår i släktet Borneomymar och familjen dvärgsteklar. Inga underarter finns listade.